# Juvelkameleont
Juvelkameleont (Furcifer lateralis) är en ödleart som beskrevs av Gray 1831. Juvelkameleont ingår i släktet Furcifer och familjen kameleonter och förekommer på Madagaskar. IUCN kategoriserar arten globalt som livskraftig.

## Ekologi
Juvelkameleonten är endemisk för Madagaskar och förekommer över nästan hela ön, utom i norr, på höjder mellan 120 och 1 925 meter över havet. Dess habitat är främst skogskanter och liknade miljöer och arten brukar associeras med örtartad vegetation och busksavann. Dock har den också återfunnits inne i skogar och i klippiga områden, samt förutom i ört- och buskvegetation även högre upp i träd. Den förekommer också i trädgårdar i bebodda områden med passande vegetation, till och med i trädgårdar inne i huvudstaden Antananarivo.
I det vilda lägger en hona enligt en uppgift 8-10 ägg per kull (Raselimanana och Rakotomalala 2003). En annan uppgift anger att en hona i det vilda lägger 4-23 ägg per kull (Glaw och Vences 2007).

## Underarter
Arten delas in i följande underarter:
- F. l. lateralis
- F. l. major

Underarten F. l. major från Tanandava på sydvästra Madagaskar rankades av Florio et al. 2012 som en egen art, F. major. Dock gav de ingen närmare redovisning av orsaken till den taxonomiska förändringen. Klaver och Böhme (1997) listade underarten F. l. major som synonym till F. lateralis. F. l. major beskrevs av Brygoo 1971. Mot nominatformen lateralis skiljer sig major enligt beskrivningen främst genom att vara större och ha en högre kam på huvudet. Dock noterar även Florio et al. 2012 som gav major egen artstatus att major har stora morfologiska likheter med sydliga lateralis. Glaw och Vences påpekade 2007 att F. l. majors status som underart är oklar. Boumans et al. 2007 framhöll att mer forskning behövs för kartlägga den genetiska variationen och därmed kunna bedöma om det finns fog för taxonomiska ändringar.